# Bellevue-Tower
Der Bellevue-Tower war ein 14-geschossiges Hochhaus auf dem späteren Baugelände am Potsdamer Platz im Berliner Ortsteil Tiergarten.

## Geschichte
Das Gebäude wurde 1971 als Hotel errichtet. Zuletzt wurde das Gebäude als Studentenwohnheim genutzt. 1991 hat Daimler-Benz das Gebäude aufgekauft. Vom 9. bis zum 11. Oktober 1993 wurde es gesprengt. Es sollte für die geplanten Neubauten des Daimler-Benz-Tochterunternehmens debis am Potsdamer Platz weichen.